# パウア貝
パウア貝（パウアがい）もしくはパウア（Paua, pāua）は、ニュージーランドの先住民であるマオリの言葉で特定の3種のアワビを指す名称である。いずれもアワビ属（Haliotis）に属し、ニュージーランド近海に生息する巻貝である。肉が食用になるほか、特有の光沢のある殻は加工されて装身具などに用いられる。

## 特長

### 生態
パウア貝は一般的なアワビの仲間と同様、水深 1-15m 程度の浅い沿岸域の岩場に棲む。餌は海藻である。波による撹乱の激しいところでは、パウア貝は大きな足によって岩に強く接着している。
生殖は有性生殖による。様式としては体外受精であり、雄の個体と雌の個体からそれぞれ精子と卵が海中に放出され、受精する。パウア貝の幼生は1週間ほど海中を漂った後、適当な基質に着生する。着生した個体は殻形成を始めるが、後述する採集可能な大きさに成長するまでには 4-5 年を要する。その間多くの外敵に晒されるため、パウア貝の生存率は非常に低い。特に天敵となるのはヒトデである。ヒトデはパウア貝に覆い被さって殻の穴を塞ぎ、窒息・剥落させて捕食する。

### 貝殻
パウア貝の貝殻は楕円形で、厚さは 2.2-3.5mm（H. iris の値）。殻は貝の成長と共に肥厚してゆく。表面はしばしば灰色の石灰質や付着物で覆われている。しかし殻の内層（真珠層）は強いイリデッセンスを示し、緑、青、紫、時にピンク色の色彩を放つ。真珠層は方解石と霰石、その他の有機物からなり、成長するに従い霰石の占める割合が大きくなる。

### 分類
一般にパウア貝と呼ばれる貝は以下の3種である。
ヘリトリアワビ
Haliotis (Paua) iris Martyn, 1784
Paua, Blackfoot Paua, Rainbow abalone
最も普通に見られ、良く知られているパウア貝である。ニュージーランド近海の岩礁に棲む。成長すると殻長 18cm に達する。殻の表面に光沢は無く、質感は荒い（左下写真）。軟体部は黒色。
サザナミトコブシ
Haliotis (Sulculus) australis Gmelin, 1791
Queen paua, Silver Paua, Yellow Foot Paua, Hihiwa & Karariwha, Austral abalone
ニュージーランド近海の岩礁に棲む。殻の表面に深く細かいひだがある。足はオレンジ色。
キムスメアワビ
Haliotis (Sulculus) virginea Gmelin, 1791
Virgin paua, Virgin abalone
ニュージーランド近海の岩礁に棲む。殻の表面には細かい模様がある（下写真）。軟体部は H. iris と同様に黒色だが、足のみ白い。

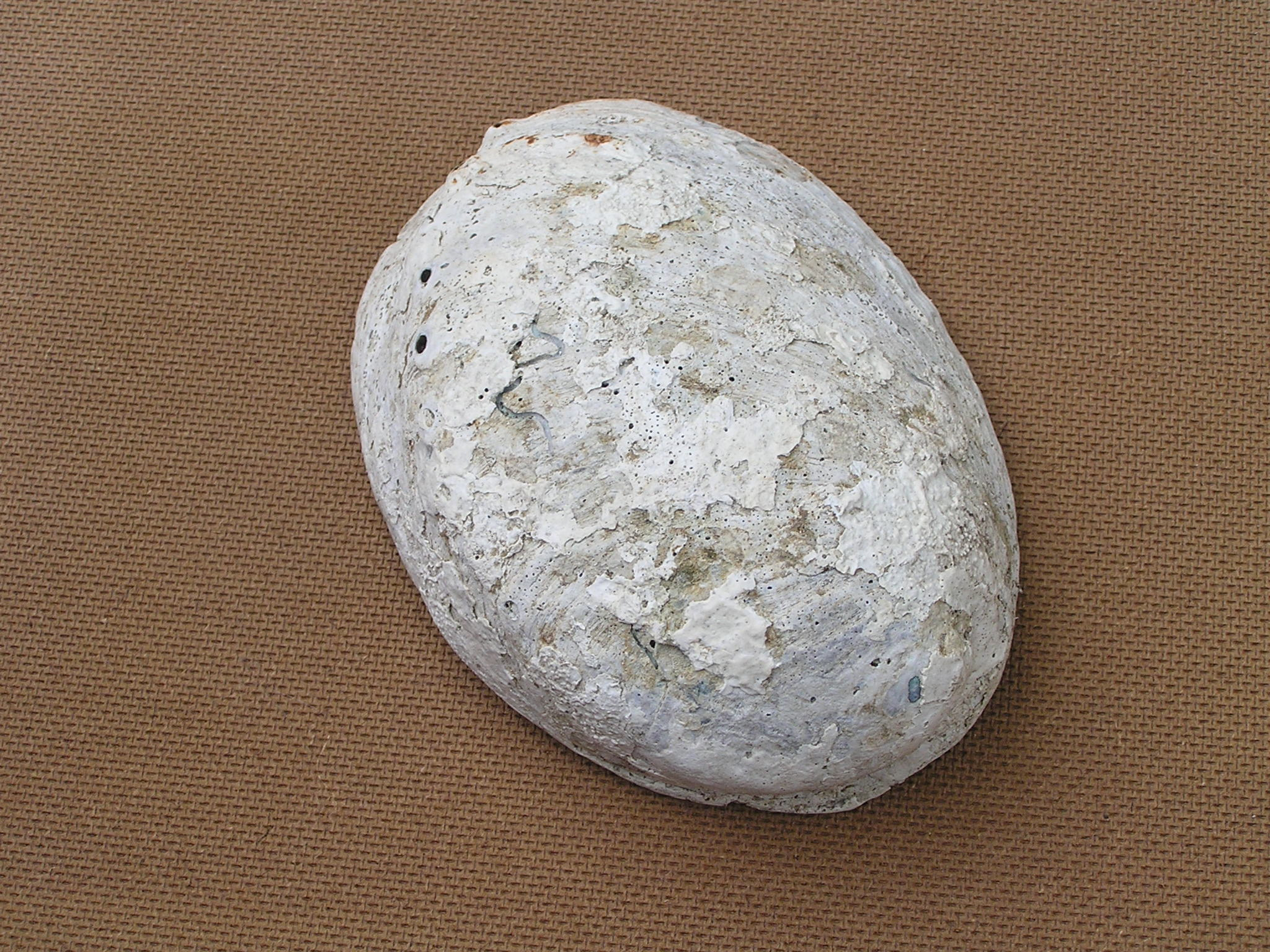
H. iris 殻表面
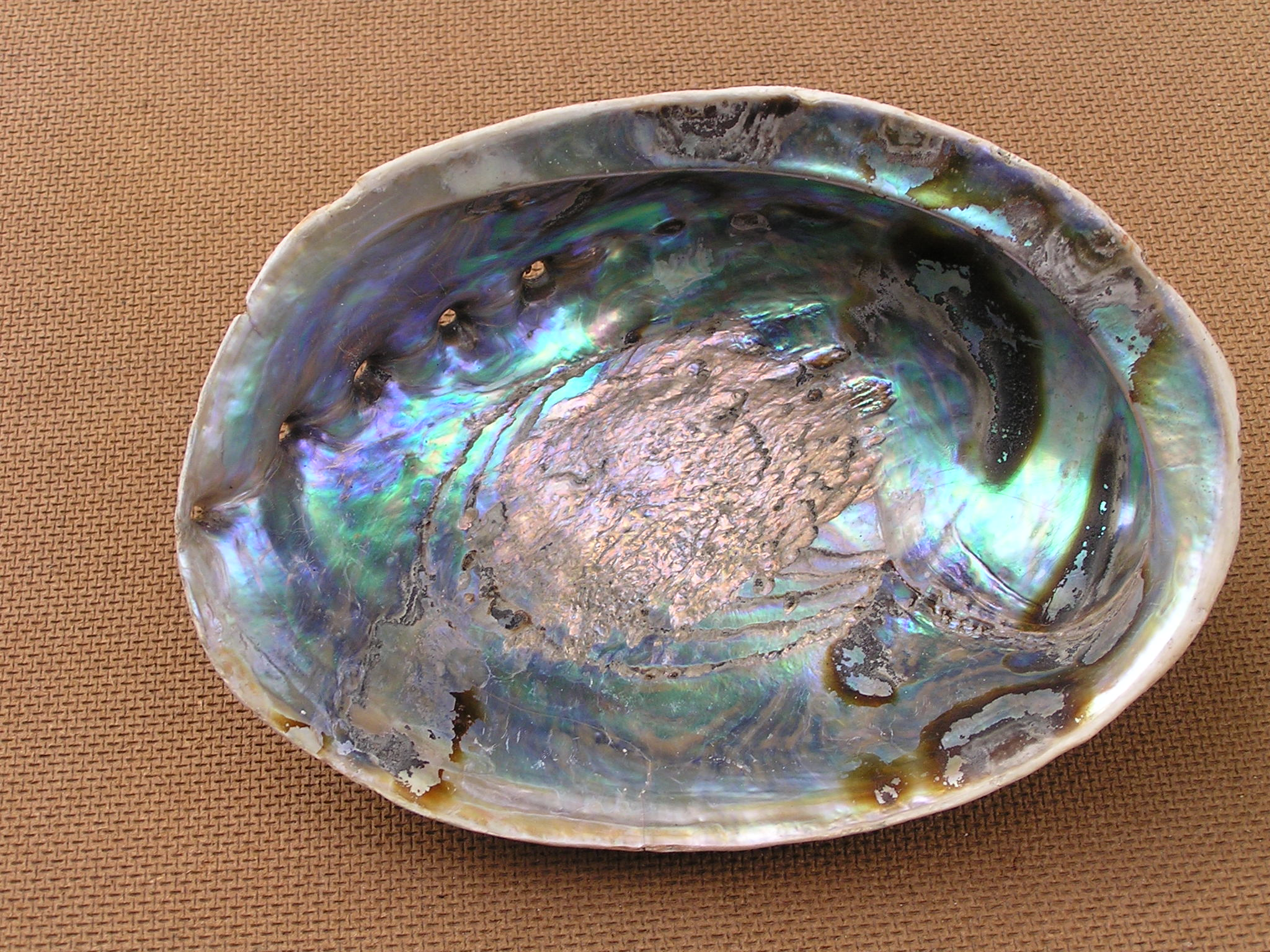
H. iris 殻裏面
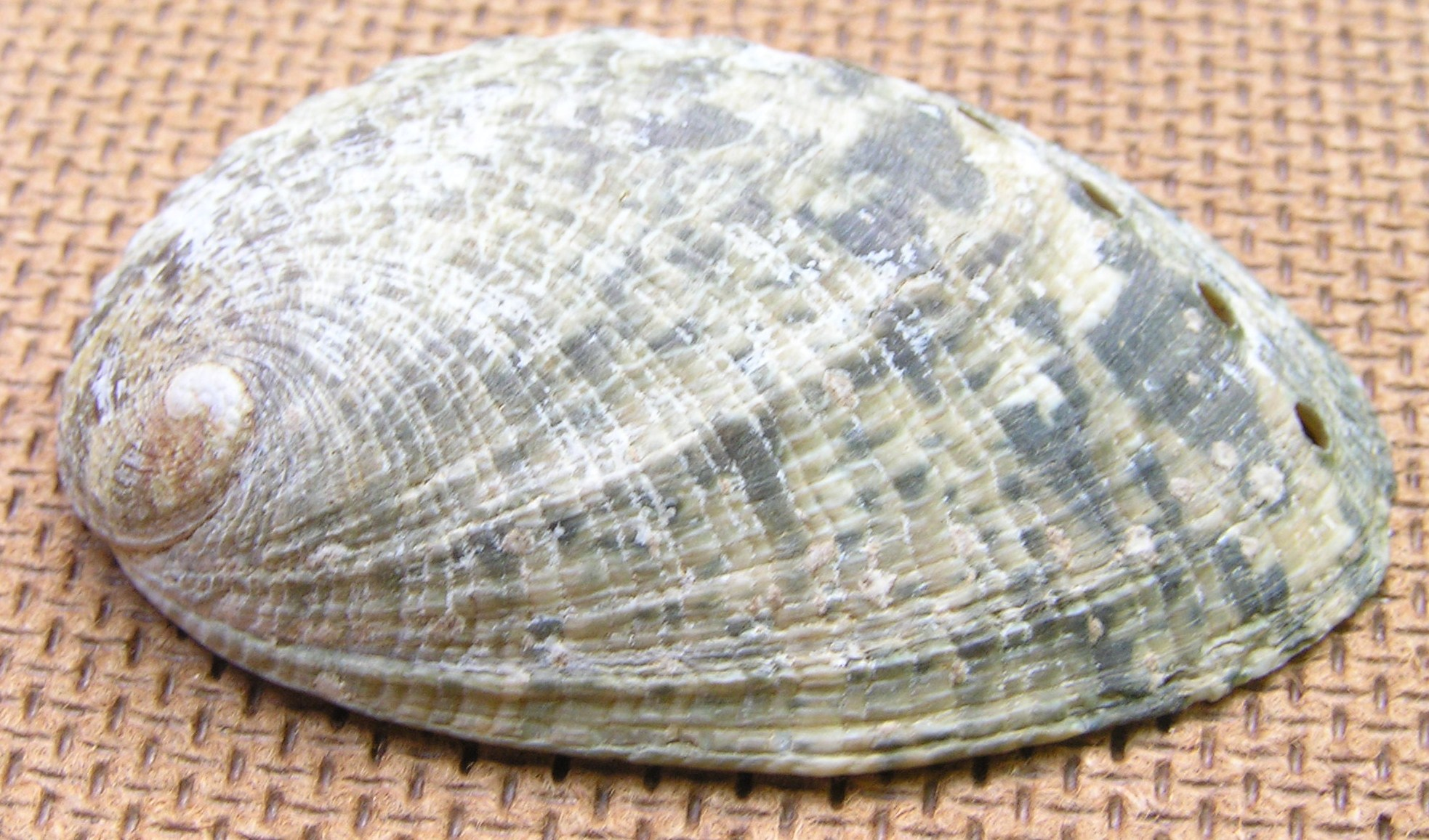
H. virginea 殻表面
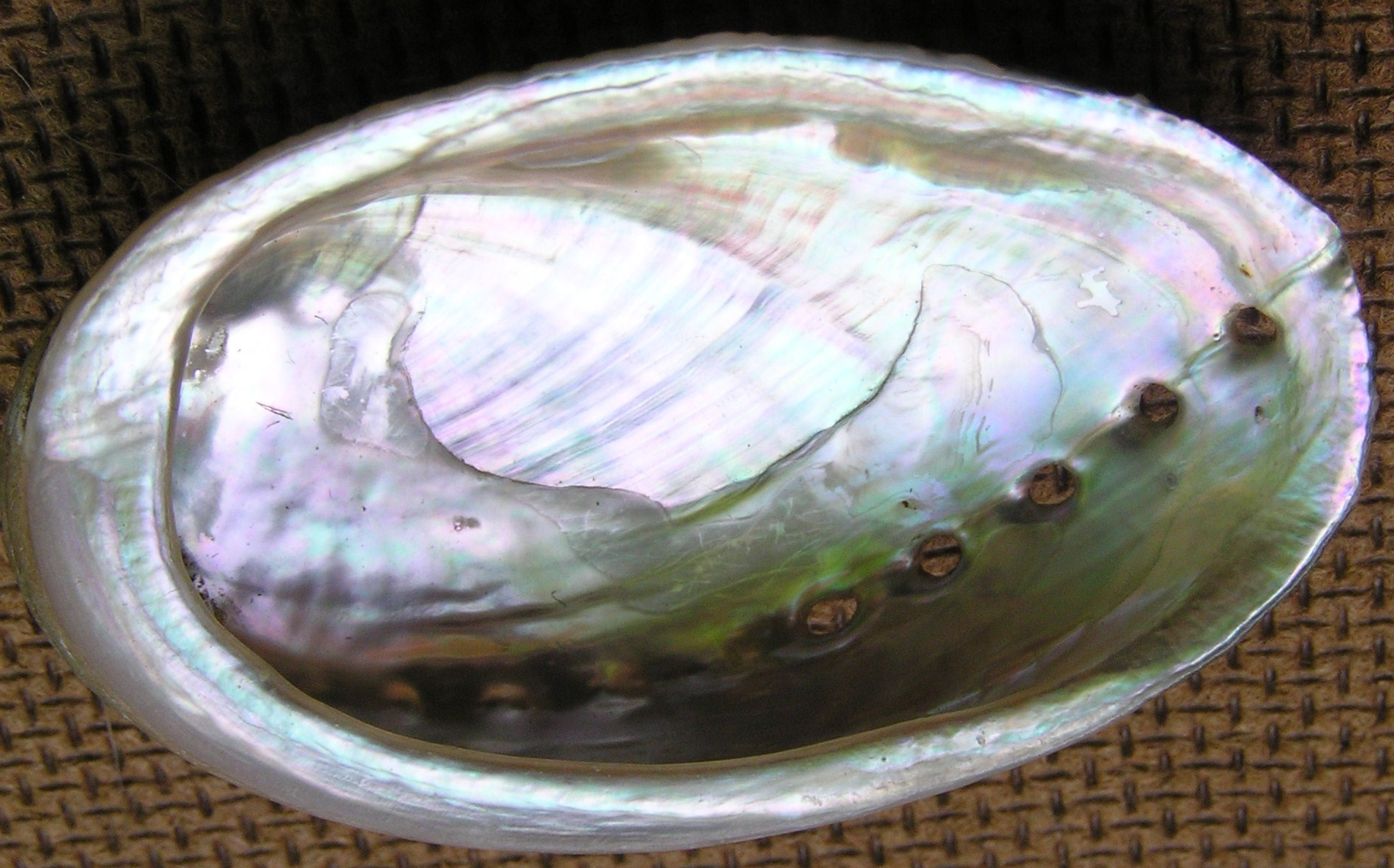
H. virginea 殻裏面

## 利用

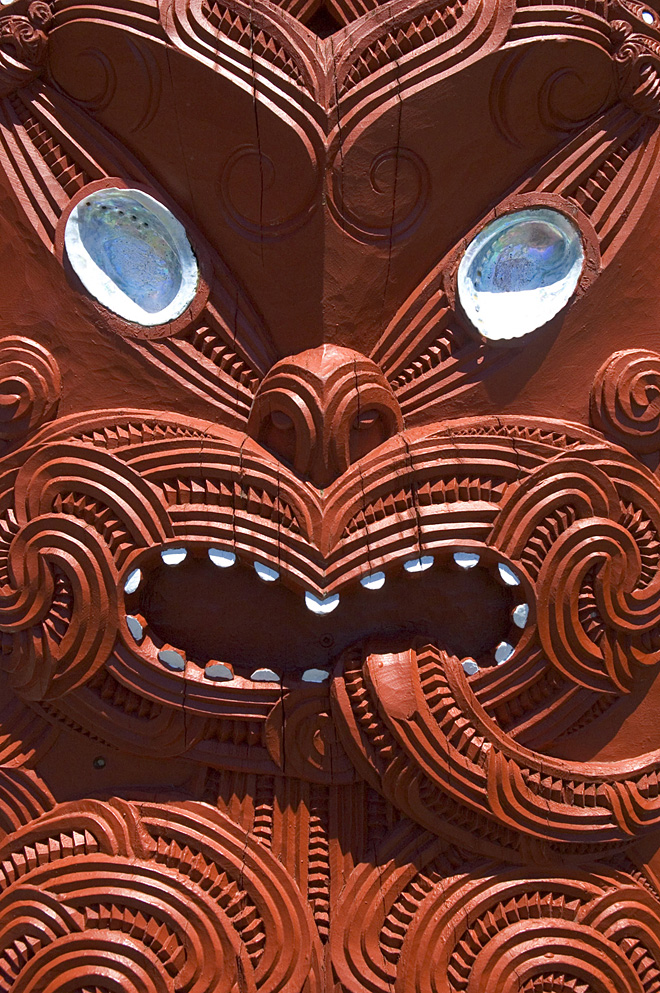
マオリの彫像。目にパウア貝がそのまま嵌め込まれている。

マオリにとってパウア貝は "taonga"（宝物）に位置付けられる貴重品であり、食品として、また伝統工芸・近代工芸の素材として価値のあるものである。パウア貝はマオリの彫刻において目を表すのによく用いられるが、これはマオリが夜空の星々を天から見下ろす祖先たちの目であると考えており、その煌きを再現するためである。
マオリにとってのみならず、パウア貝はニュージーランドで珍重される貝であり、身はごちそうとして、殻はしばしば宝石として扱われる。研磨されて様々な色に輝くパウアの貝殻はニュージーランドの代表的な土産物でもある。

## 漁獲
パウア貝は個人的な楽しみとしても、また商業目的でも採集されるが、いずれの場合にも厳密な漁獲制限が設けられている。個人で採る場合、一日あたり一人10個体が上限である。また H. iris では殻長 12.5cm、H. australis では同 8.0cm を下回る個体を採集してはならない。採集方法は素潜りに限られ、スキューバなどの装備を用いることは違法となる。
パウア貝の身の採集と輸出には世界的な需要がある。パウア貝の密漁はニュージーランドの主要産業ですらあり、しばしば基準を下回る大きさの個体を含む何千ものパウア貝が違法に採られている。パウア貝の漁業権はマオリ族の習慣上の権利であるが、濫用された場合に取り締まることは困難である。漁獲制限はニュージーランド水産省（Ministry of Fisheries）と警察（ New Zealand Police）との協働による巡回により厳しく実施されている。摘発されればダイビング装備やボートなどの道具類が没収され、罰金が科せられるとともに時には懲役刑の対象となる。ニュージーランド水産省によれば、2004年および2005年には1000トン近くのパウア貝が密漁され、そのうちの75%が漁獲基準を下回るサイズの個体だったという。

## その他
パウア貝はアメリカのテレビドラマである『ジーナ』において、チャクラムの装飾に使われた。『ジーナ』自体は古代ギリシャを舞台とした作品であるが、撮影地であるニュージーランドに土着の素材として採用されたものである。